# 마케도니아 속주
마케도니아 속주(라틴어: Provincia Macedoniae, 그리스어: Ἐπαρχία Μακεδονίας)는 현재의 그리스와 알바니아 지방을 일컫는 고대의 지방 이름이다. 주도는 테살로니카(현 그리스 테살로니키)이고, 주요 도시는 디라키움이다.

## 개요
북쪽으로 달마티아, 모이시아 수페리오르, 서쪽으로 아드리아해, 남쪽으로 (아카이아, 에피루스), 동쪽으로 트라키아에 접해 있다. 기원전 168년경 〈피드나 전투〉 이후 정복당했고 기원전 146년 로마의 속주가 되었다. 이곳은 일리리쿰 프라에토리아 구역의 일부였다.
이곳은 디오클레티아누스 때 남쪽의 마케도니아 프리마(Macedonia Prima)와 북쪽의 마케도니아 세쿤다(Macedonia Secunda)라는 남북 2곳의 속주로 분할되었다. 마케도니아는 속주 분할 이후에 있었던 동·서 로마 분할 때 동로마 제국의 영토로 포함된 뒤, 7세기까지 동로마 제국의 일부로 남아 있었다.

## 같이 보기
- 모이시아
- 로마의 속주